# Carlo Battel
Carlo Battel (Bolzano, 6 maggio 1972) è uno scialpinista italiano.

## Biografia
Trentino della Val di Fassa (risiede a Campitello di Fassa), ha fatto la sua prima gara nel 1993 nel Trofeo Cemin. Dal 2002 fa parte della nazionale italiana di scialpinismo.
Dopo il ritiro dall’attività agonistica ha continuato a lavorare, sempre a Campitello di Fassa,  nel mondo degli sport invernali: è insegnante di sci e snowboard.

## Palmarès

### Campionati italiani
- Campione italiano nel 2002

### Campionati europei
- 9º posto nel 2003 con Jean Pellissier
- 5º posto nel 2005 con Jean Pellissier

### Campionati mondiali
- 3º posto nel 2002
- 2º posto nel 2004 con Jean Pellissier
- 2º posto nel 2004 con Graziano Boscacci, Martin Riz e Guido Giacomelli
- 6º posto nel 2006 con Jean Pellissier

### Pierra Menta
- 5º posto nel 2001 con Omar Obrandi
- 4º posto nel 2004 con Jean Pellissier

### Trofeo Mezzalama
- 7º posto nel 1999 con Adriano Greco e Bruno Zen[1]
- 3º posto nel 2001 con Enrico Pedrini e Franco Nicolini

### Sellaronda Skimarathon
- Vincitore nel 2001 con Fabio Meraldi